# Tamirat Layne
Tamirat Layne (1955) è un politico etiope.
È stato Primo ministro dell'Etiopia dall'aprile 1991 all'agosto 1995, alla guida di un Governo di transizione dopo la fine della Repubblica Democratica Popolare d'Etiopia.